# دومبارتون أوكس

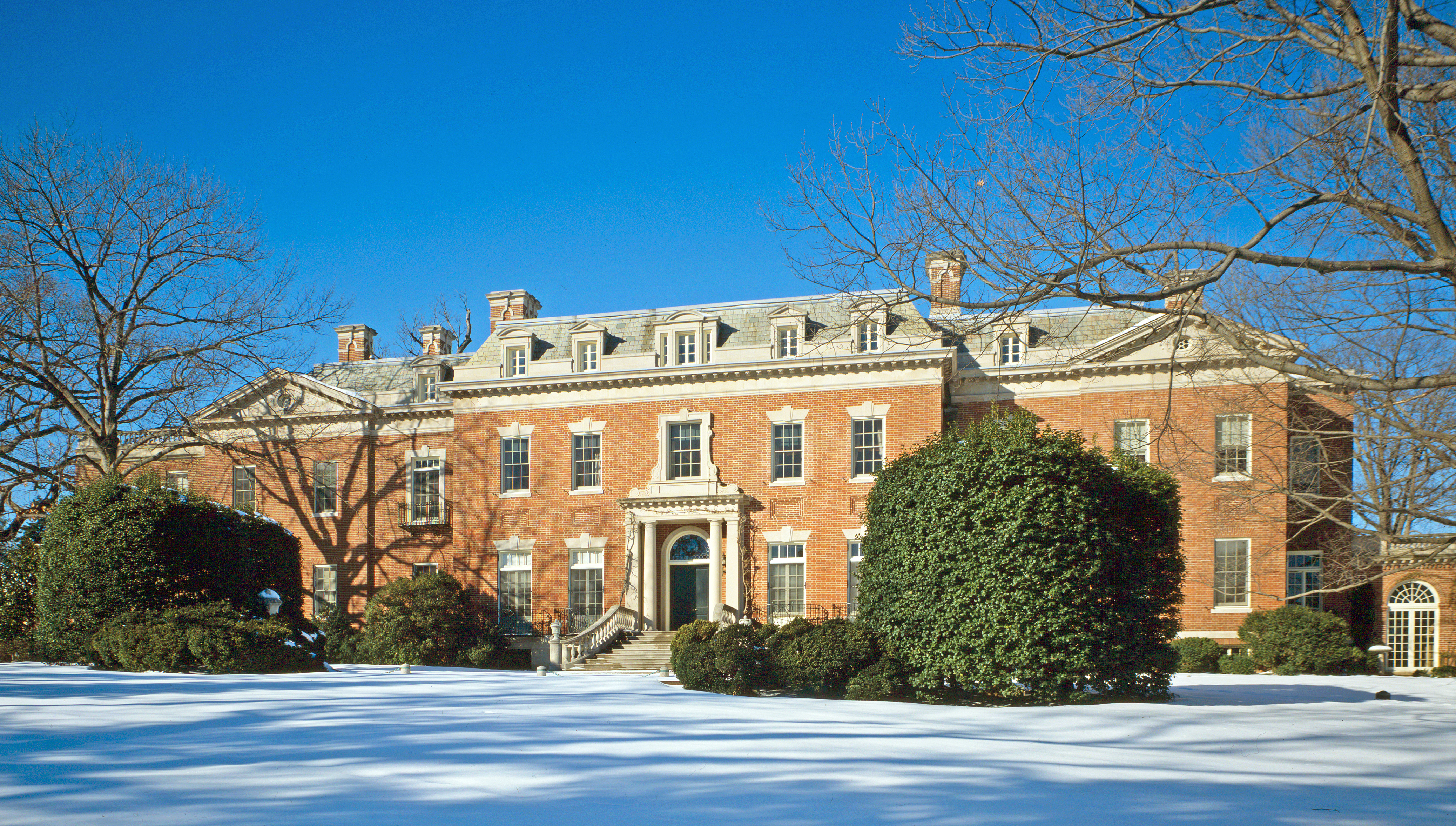
قصر دومبارتون أوكس

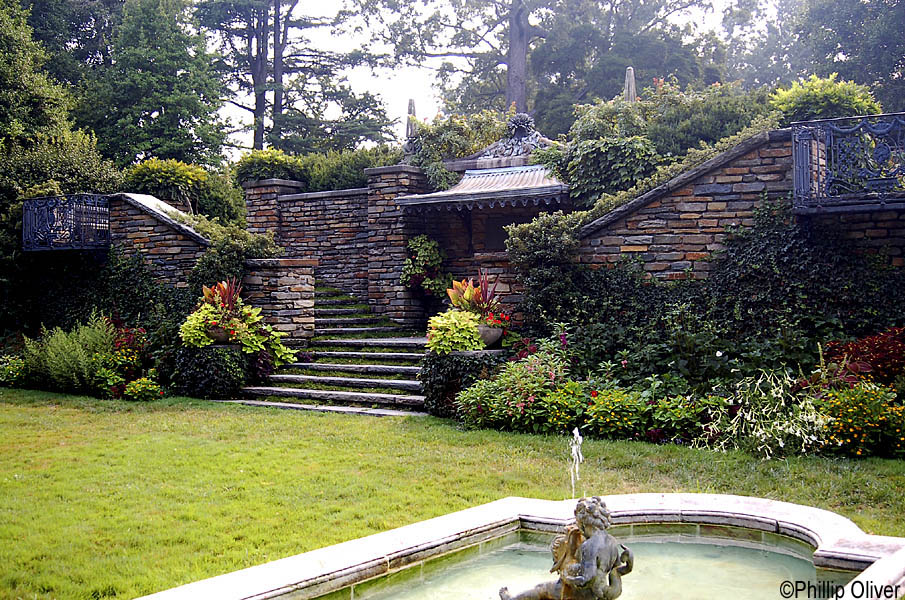
شرفة النافورة في دومبارتون أوكس

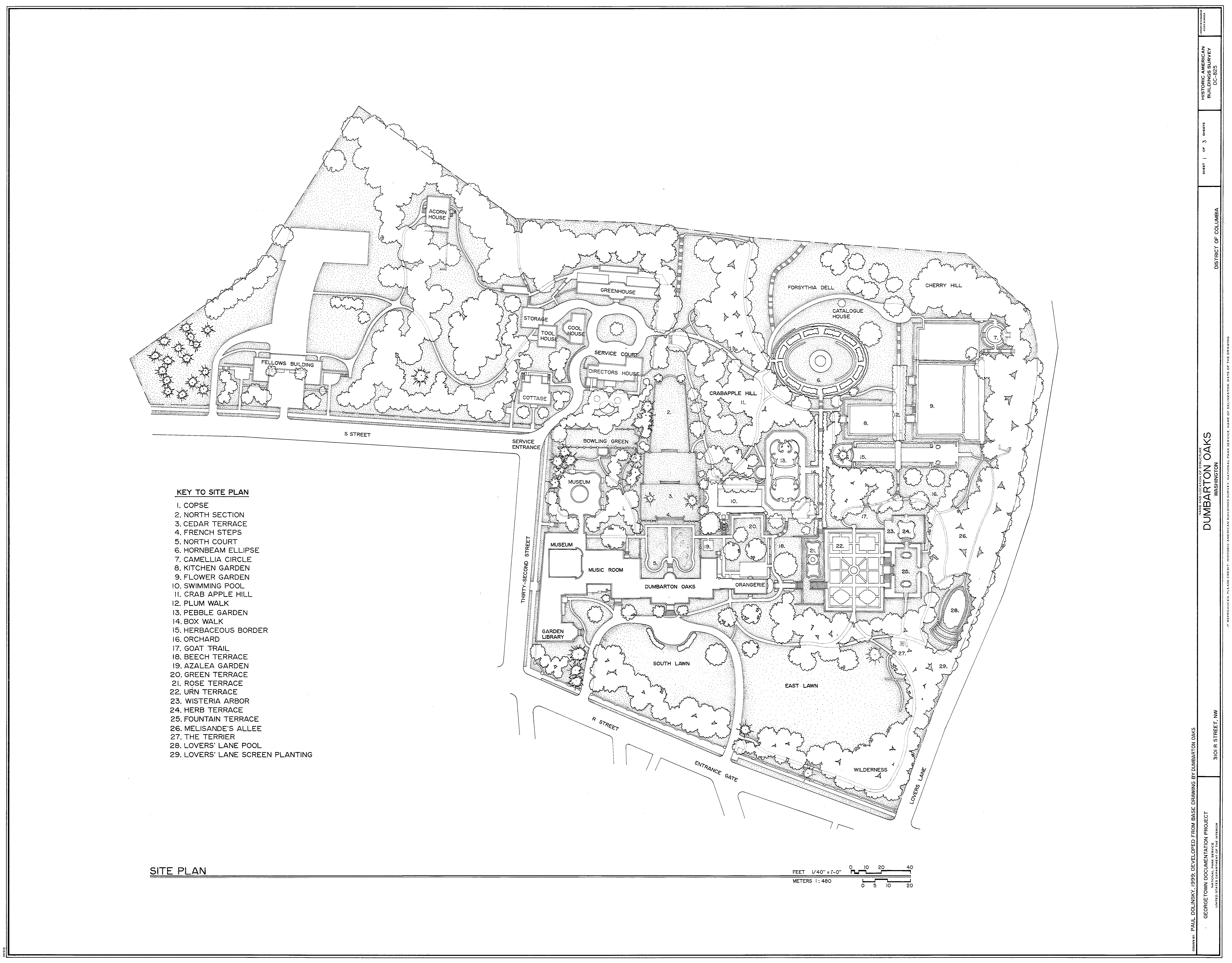
خريطة دمبارتون أوكس

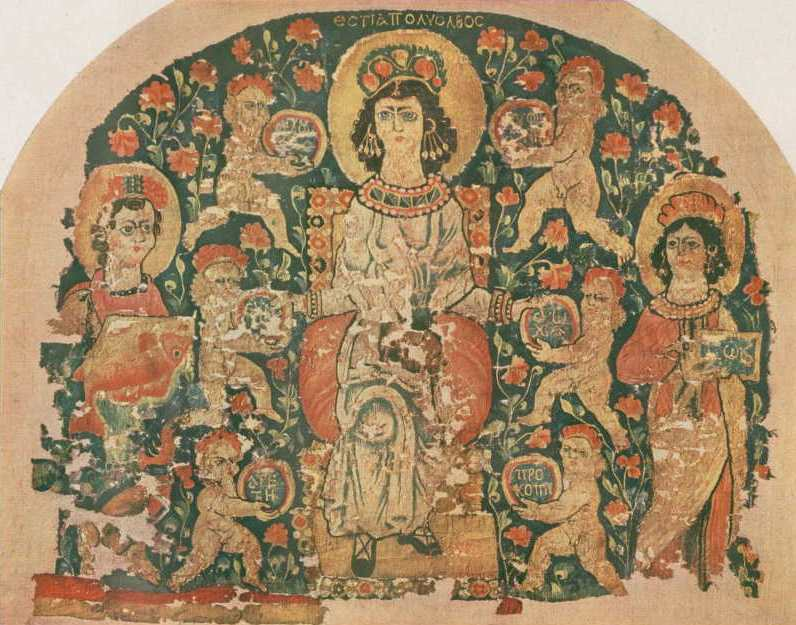
نسيج هيستيا، مصر، القرن السادس

دمبارتون أوكس هو عقار تاريخي في حي جورج تاون بواشنطن العاصمة. كان منزل وحديقة روبرت وودز بليس (1875–1962) وزوجته ميلدريد بارنز بليس (1879–1969).
أسس الزوجين بليس مكتبة دمبارتون أوكس للبحث والمقتنيات، وفيما بعد أعطوا الملكية لجامعة هارفارد في عام 1940.
معهد البحوث الذي انبثق عن هذه التركة مخصص لدعم المنح الدراسية في مجالات الدراسات البيزنطية وما قبل الكولومبية، وكذلك تصميم الحدائق وهندسة المناظر الطبيعية، خاصة من خلال الزمالات البحثية والاجتماعات والمعارض والمنشورات.
يفتح دمبارتون أوكس أيضًا حدائقه ومتاحفه للجمهور، ويستضيف محاضرات عامة وسلسلة من الحفلات الموسيقية.
يتميز دمبارتون أوكس بمتحف منزل دمبارتون (Dumbarton House) وهو متحف منزل تاريخي على الطراز الفيدرالي يقع أيضًا في منطقة جورج تاون.

## روابط خارجية
- موقع مكتبة مجموعة دمبارتون أوكس البحثية والمقتنيات
- فسيفساء دمبارتون أوكس
- حديقة فسيفساء دمبارتون أوكس
- استكشف العاصمة